# Sindrom obožavanja javnih ličnosti
Sindrom obožavanja javnih ličnosti ili sindrom obožavanja poznatih ličnosti izraz je koji je stvorio engleski novinar James Chapman je objesdno-ovisni poremećaj u kojem se neka osoba previše upoznaje s intimnih pojedinostima neke javne ličnosti odnosno poznate ličnosti iz politike, filma, televizije, muzike, književnosti itd. Sindrom obožavanja poznatih ličnosti imaju mnogo manifestacija kao recimo ogovaranje ili praćenje medija o nekim poznatim ličnosti, izražavanje osobne povezanosti s poznatom osobom, te granično patološkim. U težim odnosno patološkim slučajevima postoje tri osnovne manifestacije:
- jednostavna obsjednost - gdje osobe uhođuju ili prate poznatu ličnost
- ljubavna obsjednost - gdje se osoba s poremećajem zaljubljuje u poznatu ličnost
- erotomanija - u kojem osobe misle da su poznate ličnosti u njih zaljubljene